# Cyclophora nolaria
Cyclophora nolaria là một loài bướm đêm trong họ Geometridae.